# Omar Yaghi
Omar Mwannes Yaghi (Amman, 9 febbraio 1965) è un chimico giordano naturalizzato statunitense.
Professore di chimica all'Università della California - Berkeley, è noto soprattutto per aver progettato e sintetizzato nuove tipologie di sostanze chimiche denominate metal organic frameworks (strutture metallo-organiche), strutture imidazolato-zeolitiche e strutture organiche covalenti.
Questi materiali con aree superficiali estremamente elevate e densità molto basse  sono in grado di assorbire e rilasciare idrogeno, metano e diossido di carbonio, e sono promettenti per applicazioni nel campo dell'immagazzinamento dell'energia sostenibile. Nel periodo 2000-2010 Omar Yaghi è risultato il secondo chimico al mondo nella classifica per fattore di impatto.

## Biografia
Nato ad Amman, si è laureato nel 1985 alla State University of New York (SUNY) ad Albany. Nel 1990 ha conseguito il Ph.D. all'Università dell'Illinois (Urbana-Champaign) sotto la guida del prof. Walter G. Klemperer. Dopo un periodo di post-dottorato all'Università di Harvard presso il prof. Richard H. Holm (1990-1992) è stato all'Università statale dell'Arizona (1992-1998), all'Università del Michigan (1999-2006) e all'Università della California, Los Angeles (2007-2011). Attualmente (2016) è professore di chimica all'Università della California - Berkeley e fa parte del Lawrence Berkeley National Laboratory.

## Riconoscimenti
Yaghi è uno dei chimici più citati al mondo. Alcuni tra i vari premi e riconoscimenti ricevuti sono:
- Medaglia Luigi Sacconi della Società Chimica Italiana (2004).[8]
- Premio Newcomb Cleveland della American Association for the Advancement of Science per il miglior articolo pubblicato su Science nel 2007.[9]
- Premio Internazionale King Faisal per la Chimica (2015).[10]
- Premio Mustafa per la nanoscenza e nanotecnologia (2015).[11]
- Premio Wolf per la chimica (2018)
- Premio Balzan (2024) per Materiali nanoporosi per applicazioni ambientali [12]